# Městská věž (Soběslav)
Městská věž v Soběslavi je věž přiléhající ke kostelu sv. Petra a Pavla.

## Historie
Věž byla postavena v letech 1485 až 1487 Benešem z Trhových Svin a Burianem z Tábora. Věž měří 68 metrů a nachází se na náměstí Republiky v Soběslavi. Sousedí s kostelem svatého Petra a Pavla.
Hodiny se na věži nachází od roku 1484.
Báň s ochozem byla ve věži vystavena v roce 1750. Na věži se rovněž nachází ochoz se zábradlím. Kovové zábradlí je vyzdobeno rožmberskou růží.
Věž plnila několik důležitých funkcí, například jako pozorovatelna, strážní místo, malá pevnost, zvonice a také městská klenotnice.
Dnes věž slouží jako pozorovatelna a je veřejně přístupná veřejnosti.

## Galerie

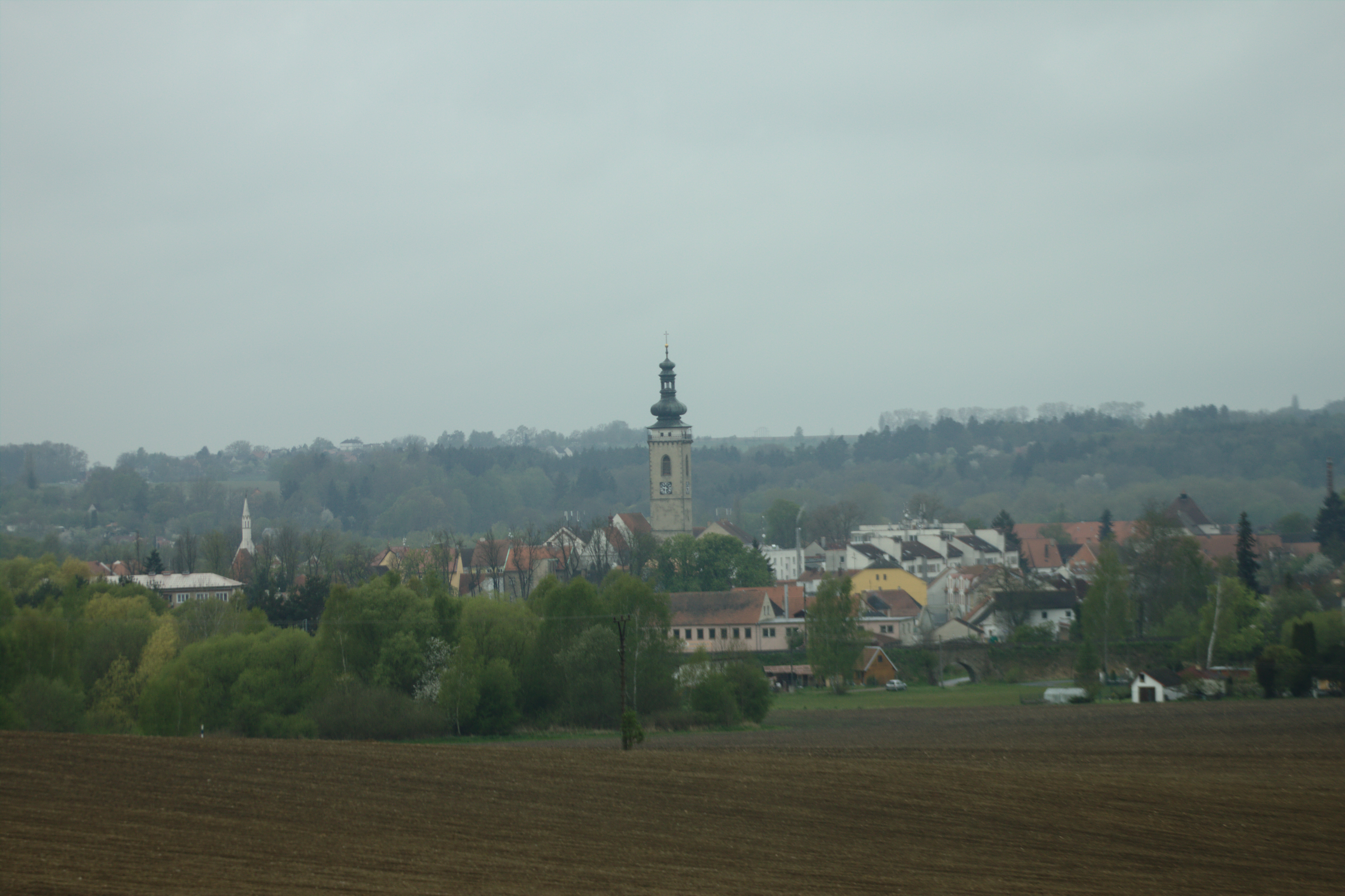
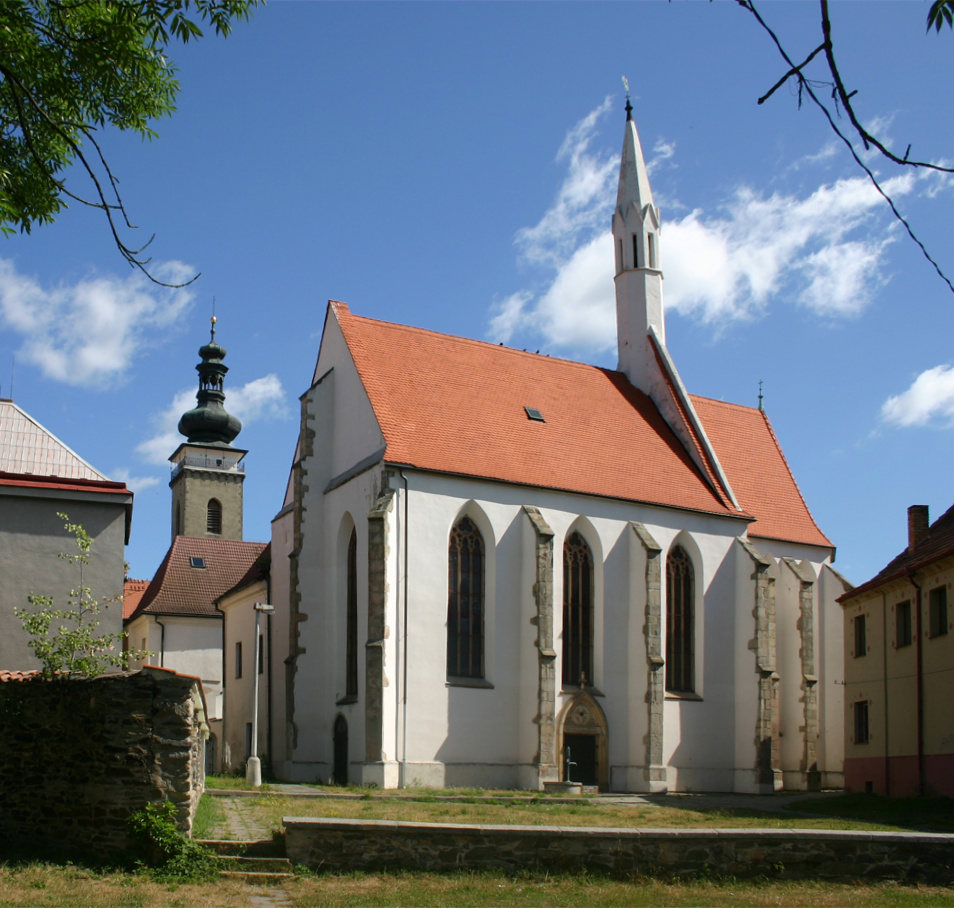
kostel sv. Petra a Pavla, v pozadí městská věž
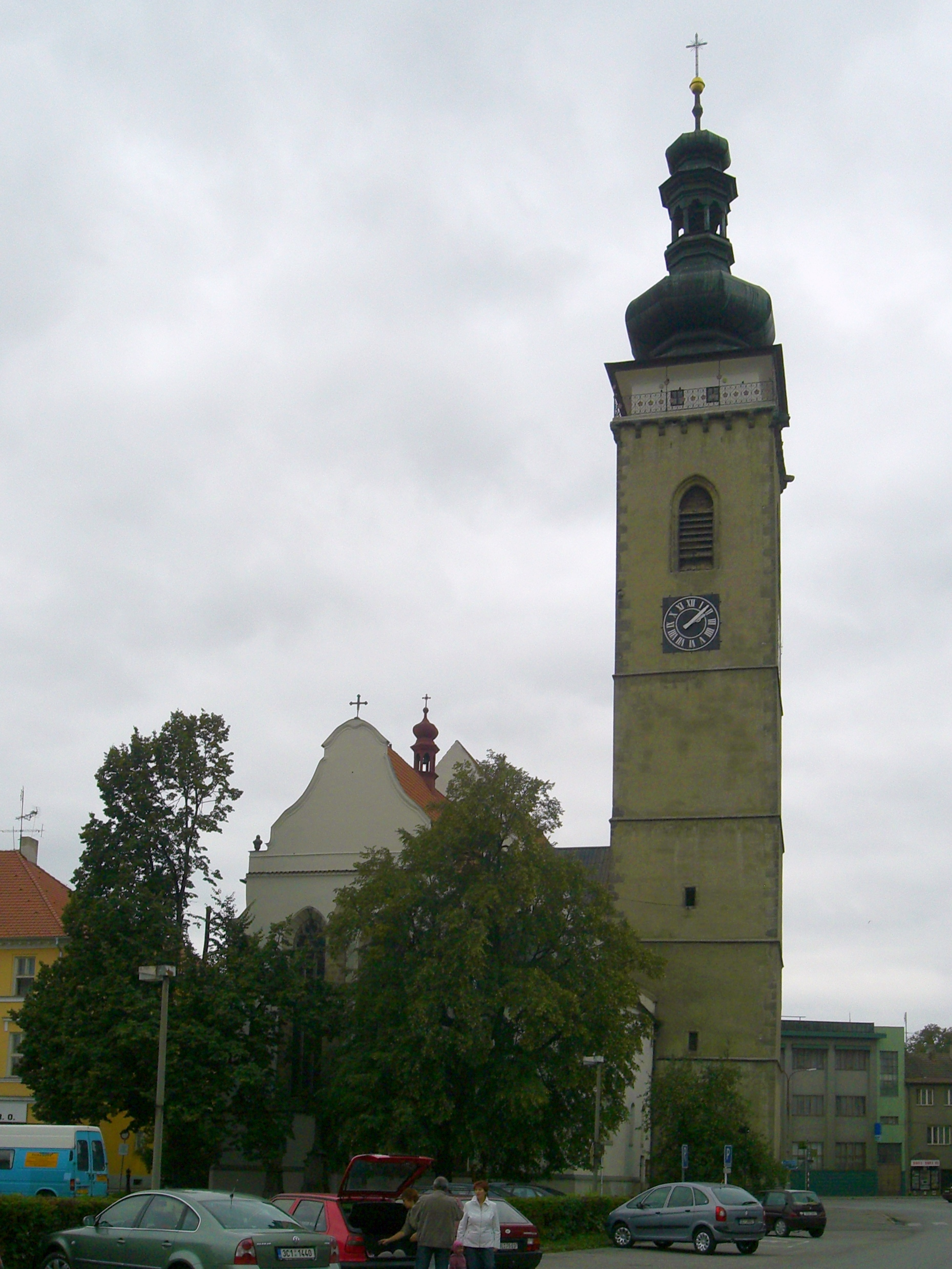
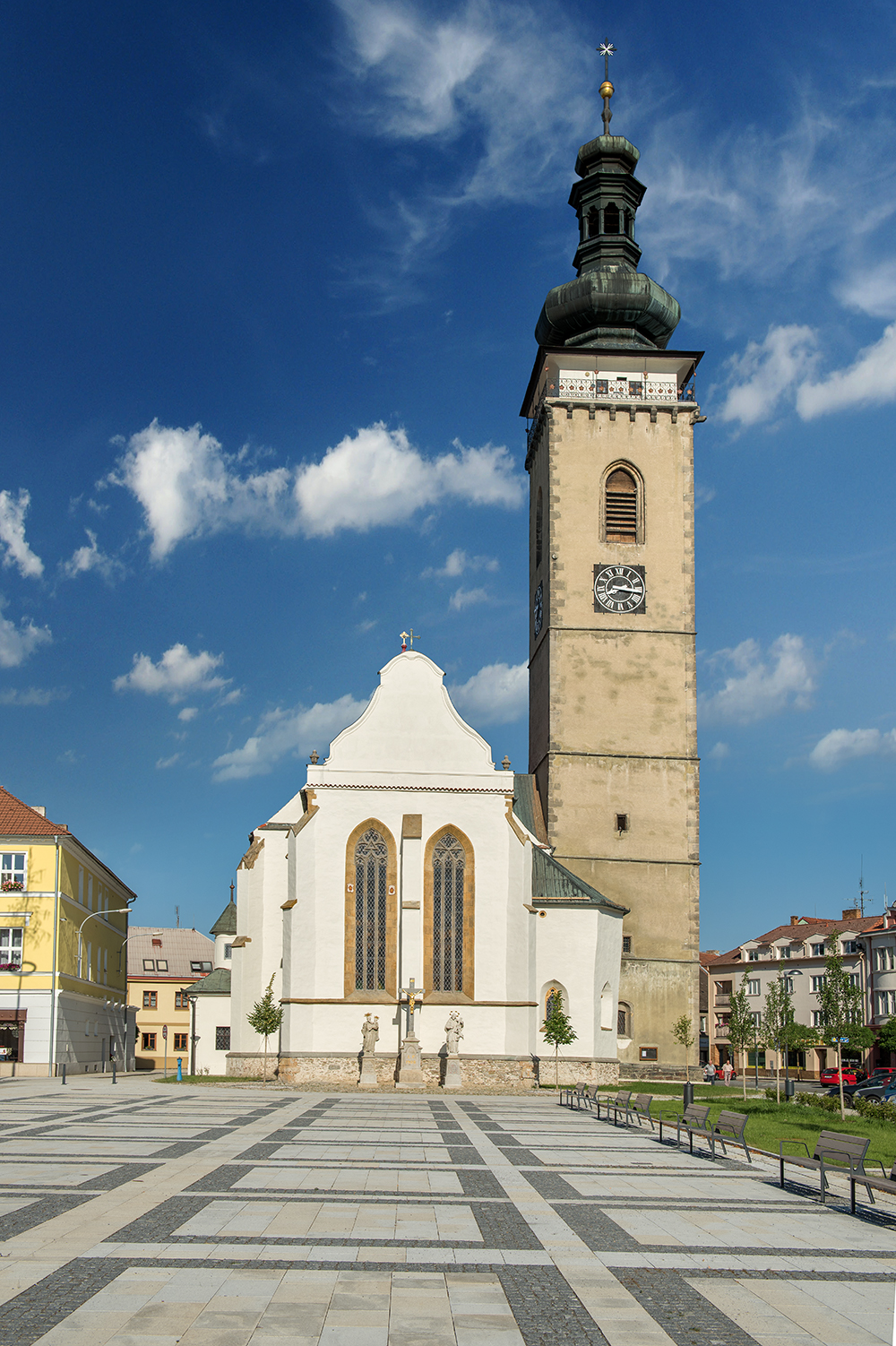